# Ochrotrichia contorta
Ochrotrichia contorta är en nattsländeart som först beskrevs av Ross 1941.  Ochrotrichia contorta ingår i släktet Ochrotrichia och familjen smånattsländor. Inga underarter finns listade i Catalogue of Life.